# Eichholzkopf
Der Eichholzkopf, umgangssprachlich nur der Eichholz, ist mit 609,6 m ü. NHN nach der Nordhöll (641 m) der zweithöchste Berggipfel der hessischen Gemeinde Dietzhölztal im mittelhessischen Lahn-Dill-Kreis. Er liegt unmittelbar nordöstlich des Ortsteils Rittershausen. Im Südwesten des Berges schließt sich die Vorhöhe Ley (516 m) mit dem Ringwall Burg an.
Der Eichholzkopf ist ein südlicher Ausläufer des Rothaargebirges (naturräumliche Teileinheit 333.00 'Kalteiche (mit Haincher Höhe)'). Von Ewersbach aus führt ein Zubringerweg östlich am Gipfel vorbei bis zum Rothaarsteig im Bereich des Jagdbergs.
Bei guter Sicht geht der Blick vom Eichholz in südlicher Richtung zu den 70 km fernen Türmen auf dem Großen Feldberg (879 m) im Taunus, zur Burg Greifenstein in 26 km Entfernung und zum 25 km südwestlich gelegenen Stegskopf (654 m) im Westerwald. Nah im Norden sieht man die Erhebungen Jagdberg (676 m) und Kompass (694 m).
Am Südosthang des Eichholzkopfs befinden sich eine Skipiste mit Schlepplift und die an Sonntagen bewirtschaftete Skihütte.